# Itame semipallida
Itame semipallida är en fjärilsart som beskrevs av W. Warren 1897. Itame semipallida ingår i släktet Itame och familjen mätare. Inga underarter finns listade i Catalogue of Life.